# Trotuș
El Trotuș (en hongarès: Tatros) és un riu a l'est de Romania, afluent dret del riu Siret. [1] [2] Sorgeix de les muntanyes de Ciuc als Carpats orientals i s’uneix al Siret després de passar per Comănești i Onești al comtat de Bacău. La longitud total del Trotuș des de la seva font fins a la seva confluència amb el Siret és de 162 km. La seva superfície de conca és de 4.456 km².

## Pobles i viles
Les ciutats i pobles següents se situen al llarg del riu Trotuș, des de la font fins a la desembocadura: Lunca de Sus, Lunca de Jos, Ghimeș-Făget, Palanca, Agăș, Comănești, Dărmănești, Târgu Ocna, Onești, Adjud.

## Afluents
Els rius següents són afluents del riu Trotuș (de la font a la desembocadura): [2]
Esquerra: Garbea, Valea Întunecoasă, Antaloc, Valea Rece, Bolovăniş, Tărhăuş, Sant, Cuchiniş, Brusturoasa, Caminca, Şugura, Dracău, Agas, Seaca, Ciungi, Asau, Urmeniş, Plopul, Llarga, Cucuieti, Valcele, Galian, Caraclău, Tazlău i Pârâul Mare
Dreta: Comiat, Bothavaș, Ugra, Boroș, Valea Capelei, Aldămaș, Popoiul, Ciugheș, Cotumba, Grohotiș, Sulța, Ciobănuș, Șopan, Uz, Dofteana, Slănic, Nicorești, Oituz, Cașin, Găureana, Gutinaș, Bogdana, Gârdău, Popeni, Bâlca i Domoșița